# Place Charles-de-Gaulle
Place Charles-de-Gaulle (náměstí Charlese de Gaulla), dříve Place de l'Étoile (náměstí Hvězda) je náměstí v Paříži na hranicích 8., 16. a 17. obvodu. Uprostřed náměstí se nachází Vítězný oblouk. Na náměstí se každoročně zahajuje Pařížský maraton. Pod náměstím se nachází stanice metra Charles de Gaulle – Étoile, kde se kříží linky 1, 2 a 6, a kde je možné přestoupit na linku RER A.

## Popis
Na náměstí se střetává 12 velkých ulic, které společně vytvářejí hvězdu. Ze severu a proti směru hodinových ručiček (směr pohybu vozidel) to jsou:
- Avenue de Wagram
- Avenue Mac-Mahon
- Avenue Carnot
- Avenue de la Grande-Armée
- Avenue Foch
- Avenue Victor-Hugo
- Avenue Kléber
- Avenue d'Iéna
- Avenue Marceau
- Avenue des Champs-Élysées
- Avenue de Friedland
- Avenue Hoche

Náměstí je rozděleno mezi 8., 16. a 17. obvod:
- 8. obvod: výseč ohraničená Avenue de Wagram a Avenue Marceau
- 16. obvod: oblast mezi Avenue Marceau a Avenue de la Grande Armée
- 17. obvod: úsek vymezený Avenue de la Grande Armée a Avenue de Wagram

Dláždění na náměstí je zvoleno tak, aby při pohledu z výšky vytvářelo hvězdu. Červená dlažba tvoří trojúhelníky, jehož základny přiléhají k centrálnímu prostotu na náměstí a špicemi směřují do protějších ulic.
Pod náměstím je silniční podjezd, který spojuje přímo Avenue des Champs-Élysées a Avenue de la Grande Armée. Dále je zde podzemní podchod pro pěší, který spojuje střed náměstí s Vítězným obloukem a chodníky na Champs-Elysées a Avenue de la Grande Armée.

Place Charles-de-Gaulle, Paříž

## Historie

Kolorovaná fotografie náměstí s Obloukem z roku 1921 (pohled z jihu)

Ludvík XIV. kolem roku 1670 pověřil zahradního architekta Andrého Le Nôtra, aby upravil cestu od Palais des Tuileries přes dnešní Place de la Concorde až na návrší se současným Vítězným obloukem. Náměstí se nachází na malém pahorku. Ředitel královských staveb Abel-François Poisson de Vandières nechal pahorek upravit v době, kdy budoval Champs-Élysées. Náročné práce byly dokončeny v roce 1777.
Při výstavbě pařížských hradeb v letech 1785–1788 byly na náměstí postaveny dvě strážní bašty, obě byly později zbořeny.
Výstavba Vítězného oblouku uprostřed náměstí začala v roce 1806 na příkaz Napoleona I., ale byla dokončena až v roce 1836 během panování Ludvíka Filipa.
Během Druhého císařství v rámci přestavby Paříže vedené baronem Haussmannem bylo náměstí upraveno podle plánů architekta Jacquese Hittorffa.
Od 25. března 1907 byl na náměstí zřízen první kruhový objezd v Paříži.
Po první světové válce byl pod Vítězným obloukem umístěn hrob neznámého vojína.
Dne 17. srpna 1995 byl na náměstí proveden teroristický útok. Výbušné zařízení bylo umístěno v kovové popelnici u novinového stánku na křižovatce s Avenue de Friedland. Při výbuchu bylo zraněno 17 osob.

## Název

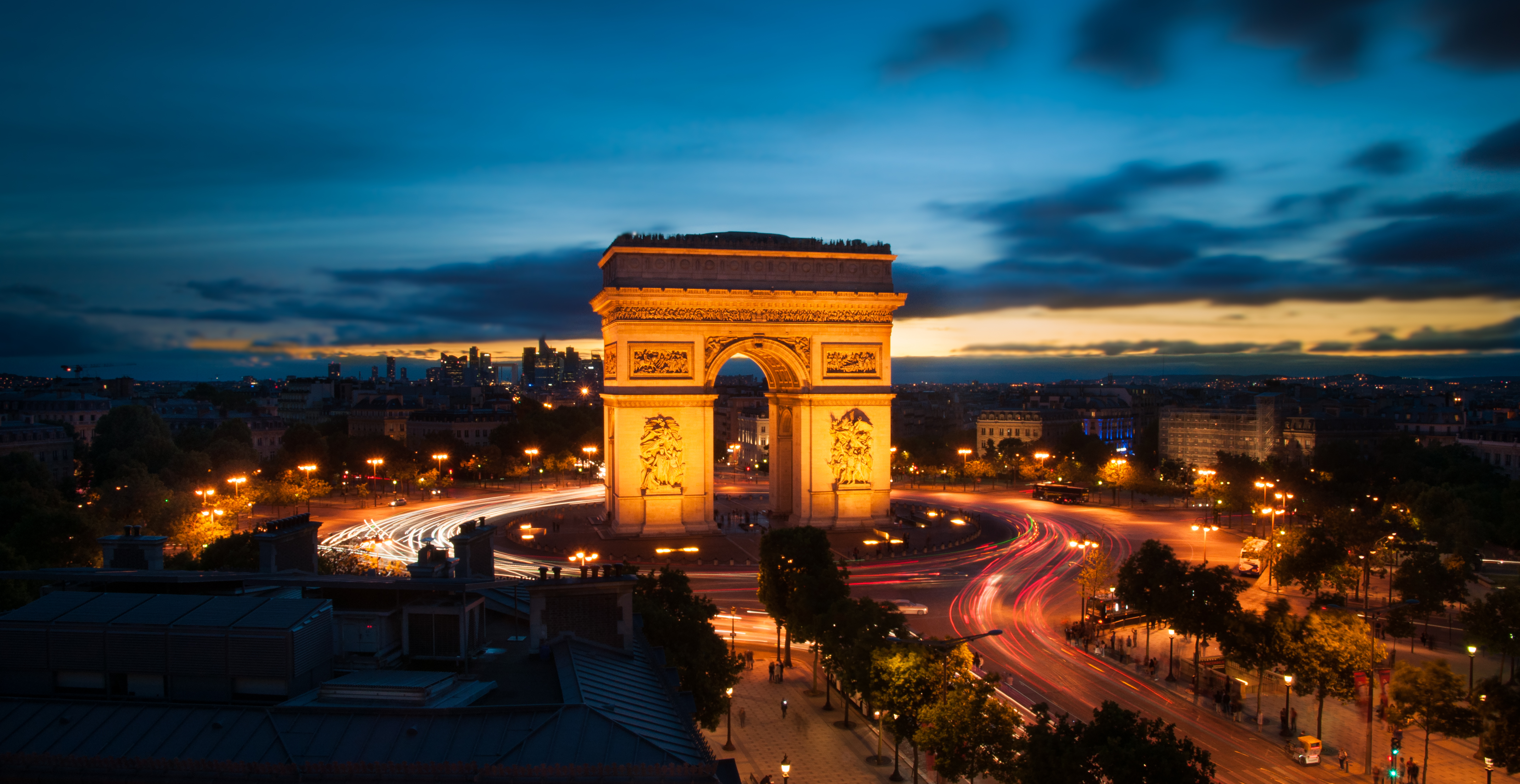
Vítězný oblouk uprostřed náměstí

Původní název náměstí zněl Place de l'Étoile. Název „Hvězda“ je starý a ukazoval na křížení loveckých cest v 18. století, ještě před vznikem samotného náměstí. Dne 13. listopadu 1970 bylo přejmenováno na Place Charles-de-Gaulle na počest zesnulého prezidenta (9. listopadu 1970 v Colombey-les-Deux-Églises). Takto rychlé přejmenování po osobnosti vyvolalo nesouhlasné reakce. Na základě toho městská rada odsouhlasila novou vyhlášku, podle které nemůže být veřejné prostranství v Paříži pojmenováno po osobě dříve než pět let po její smrti. Stanice metra pod náměstím byla rovněž přejmenována z Étoile na Charles de Gaulle – Étoile. Dnes se nedaleko náměstí v 17. obvodu nachází malá ulička Rue de l'Étoile.